# Taeniopsetta radula
Taeniopsetta radula es una especie de pez de la familia Bothidae en el orden de los Pleuronectiformes.

## Hábitat
Es un pez de mar, vive en una profundidad de entre 150 y 300 m.

## Distribución geográfica
Se encuentra en las  costas de las islas Hawái.